# 約孔
約孔（西班牙語：Yocón），是洪都拉斯的城鎮，位於該國西部，由奧科特佩克省負責管轄，始建於1821年，面積243.15平方公里，海拔高度705米，2001年人口9,153，人口密度每平方公里37.64人。
15°1′N 86°42′W / 15.017°N 86.700°W